# Suelo desértico
El terreno  desértico se  entiende  por el clima árido y seco. Los suelos son improductivos debido a su baja capacidad para retener el agua y a sus propiedades químicas. 

Como en algunos casos se producen precipitaciones pluviométricas, cada 4-5 años o más, la vegetación resurge muy rápidamente. Con suerte el suelo puede almacenar la humedad suficiente para que el pasto madure, produzca su semilla, la que permanecerá latente durante algunos años, hasta que se produzca una nueva precipitación.

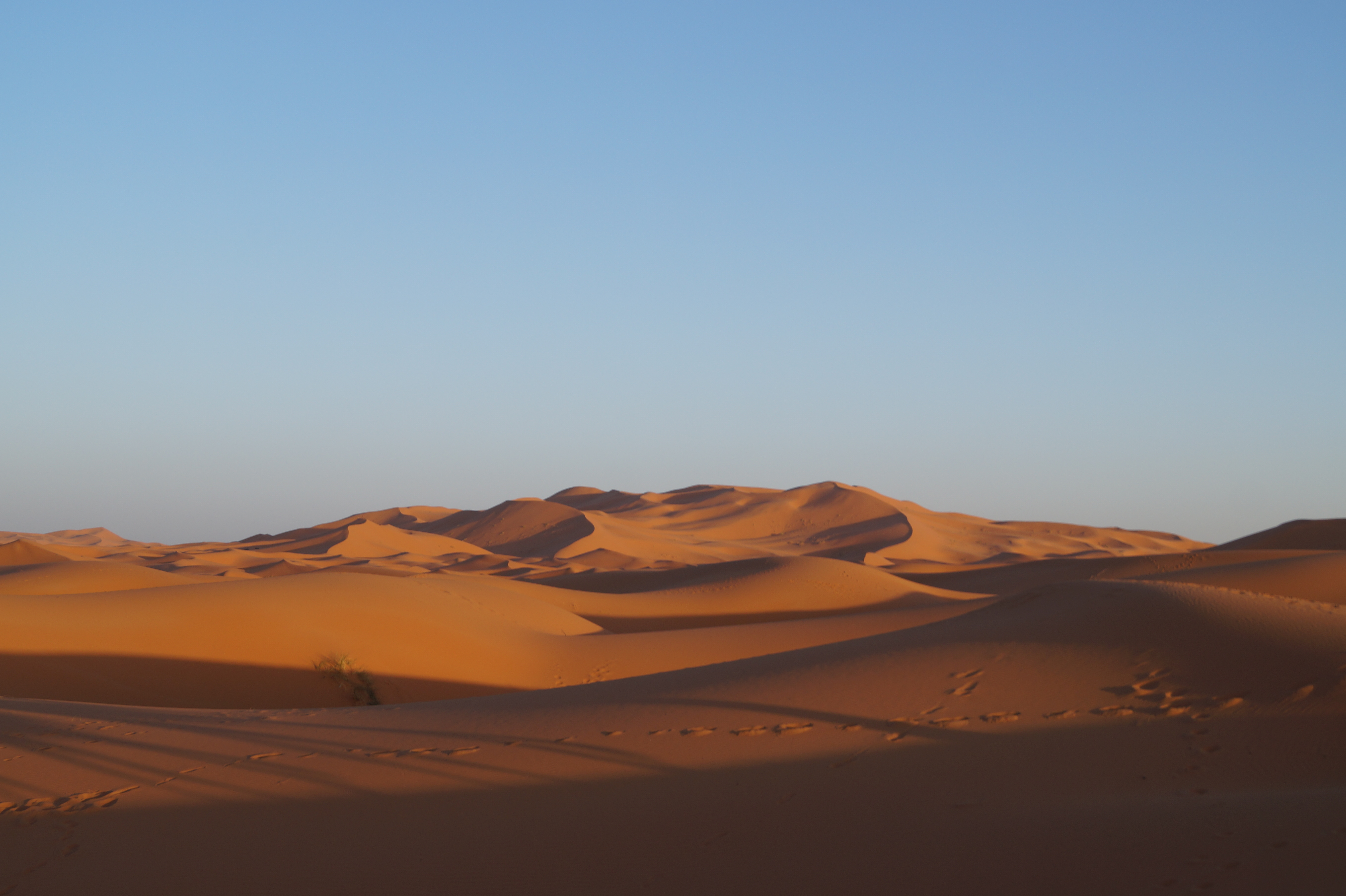
Suelo desértico, en el norte del Perú (Desierto de Sechura).

Los tipos de desiertos que hay son: desierto pedregoso y el desierto arenoso. Los suelos de los desiertos contienen depósitos minerales y fósiles formados y  conservados gracias a las características de los climas los cuales en muchos casos pueden llegar a ser visibles por causa de la erosión.
- Datos: Q9268584